# Pyura viarecta
Pyura viarecta är en sjöpungsart som beskrevs av Kott 1985. Pyura viarecta ingår i släktet Pyura och familjen lädermantlade sjöpungar. Inga underarter finns listade i Catalogue of Life.